# Igor Mitreski
Igor Mitreski (Macedonisch: Игор Митрески) (Struga, 19 februari 1979) is een Macedonische voetballer die onder contract staat bij CSKA Sofia. Voordien speelde Mitreski bij onder meer FC Spartak Moskou - waarmee hij in 2001 de Russische landstitel behaalde en in 2003 de Russische beker veroverde -, Beitar Jeruzalem en FC Energie Cottbus (vanaf 2006). Zijn verblijf bij de Duitse eersteklasser - waar hij in principe onder contract stond tot 2010 - kende een turbulent einde, waarbij hij onder meer in november 2008 door de club geschorst werd.
Mitreski speelde meer dan zestig interlands voor het Macedonisch nationaal elftal.

## Carrière
| seizoen    | club                | land            | competitie                    | wed. | goals |
| ---------- | ------------------- | --------------- | ----------------------------- | ---- | ----- |
| 1999/2001  | FK Sileks Kratovo   | Noord-Macedonië | Prva Liga                     | 34   | 0     |
| 2001/2002  | FC Spartak Moskou   | Rusland         | Premjer-Liga                  | 85   | 0     |
| 2005       | Metaloerh Zaporizja | Oekraïne        | Vysjtsja Liha                 | 12   | 0     |
| 2006       | Beitar Jeruzalem    | Israël          | Ligat Ha'Al                   | 10   | 1     |
| 2006-07    | FC Energie Cottbus  | Duitsland       | Bundesliga                    | 27   | 0     |
| 2007-08    | FC Energie Cottbus  | Duitsland       | Bundesliga                    | 32   | 0     |
| 2008       | FC Energie Cottbus  | Duitsland       | Bundesliga                    | 4    | 0     |
| 2009       | Germinal Beerschot  | België          | Jupiler Pro League            | 16   | 0     |
| 2010       | CSKA Sofia          | Bulgarije       | Professional A Football Group | 4    | 0     |
| Bijgewerkt | 07-07-2010          |                 |                               |      |       |